# パスカグーラ

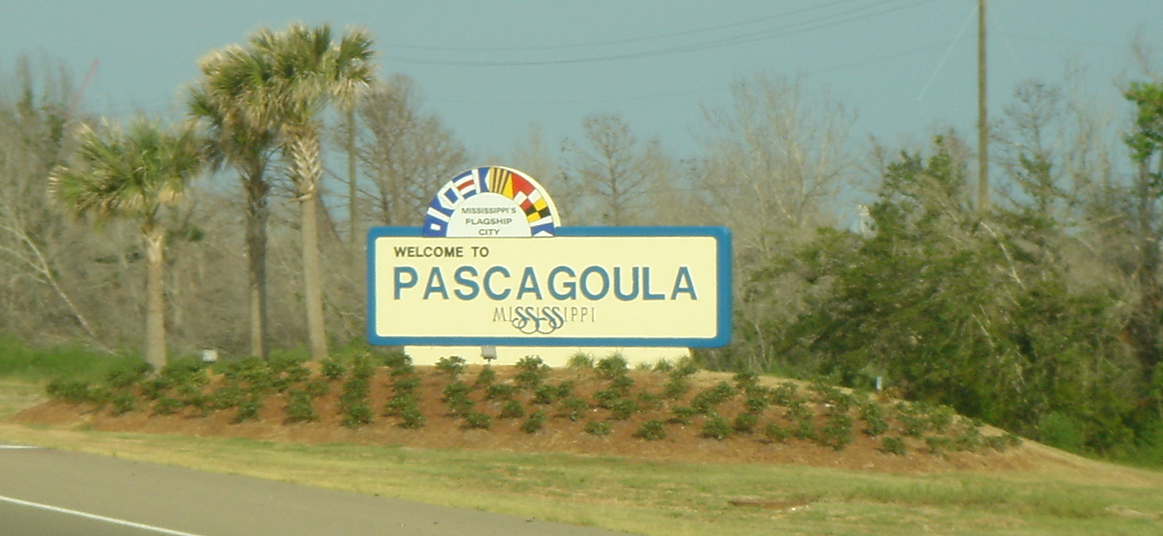
パスカグーラのウェルカム・サイン（US Route 90）

パスカグーラ（Pascagoula）は、アメリカ合衆国ミシシッピ州の都市。ジャクソン郡の郡庁所在地である。人口は2万2010人（2020年） 。パスカグーラという地名は「パンを食べる者」を意味するアメリカ先住民の言葉に由来している。
アメリカを代表する造船所で州最大の民間雇用主でもあるインガルス造船所が存在するなど、パスカグーラはミシシッピ州における産業の中心である。第二次世界大戦以前は人口5,000人程度の小さな街であったが、大戦需要による造船業の発達と共に人口を増加させてきた。この街の人口は冷戦による軍拡需要で防衛産業が隆盛を極めた1980年付近を境に減少に転じていたものの、ハリケーン・カトリーナ発生前の数年間は再び増加していたようである。

## 歴史

### ハリケーン・カトリーナ

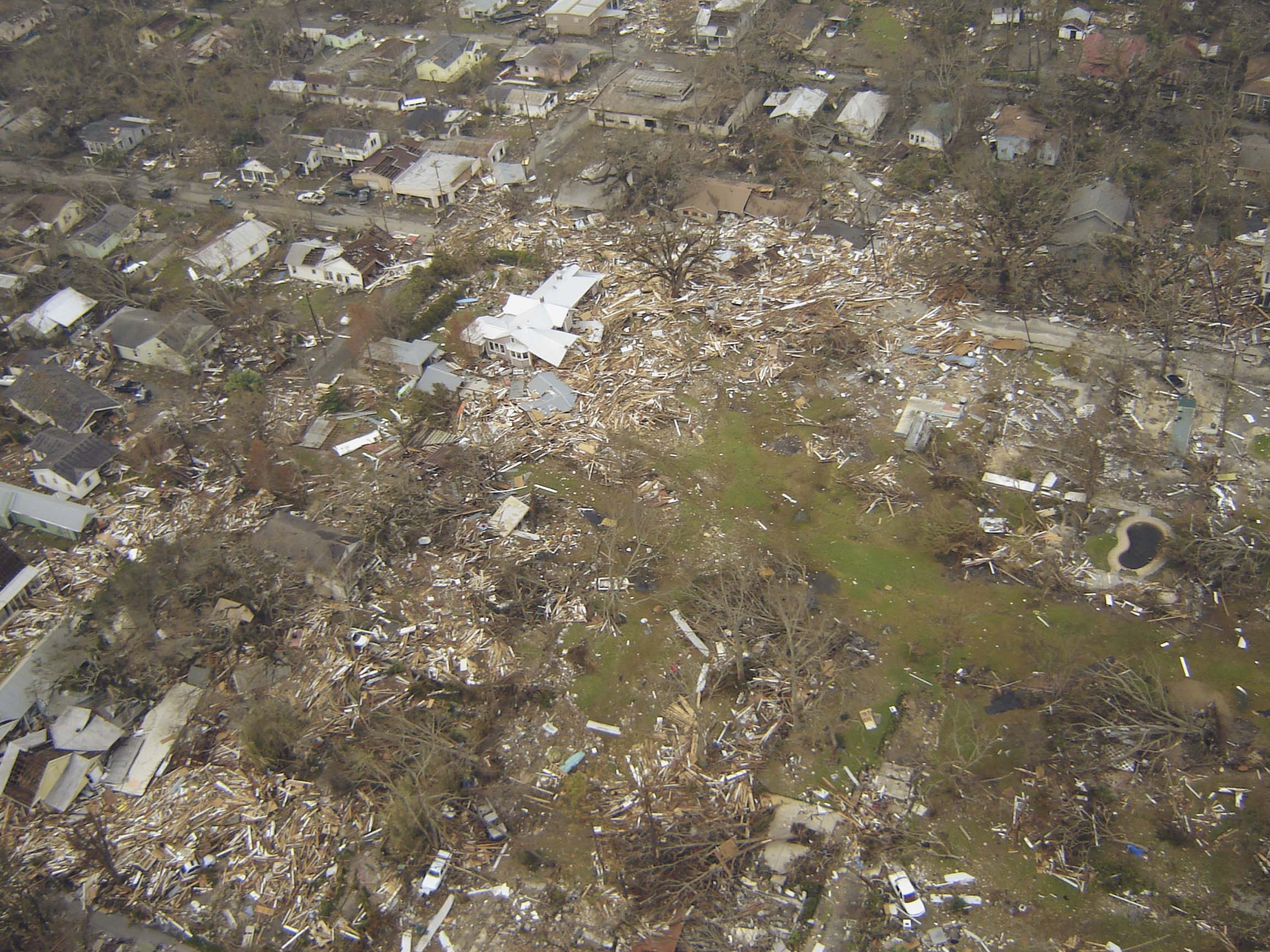
大きな被害を受けたパスカグーラ

2005年8月29日、パスカグーラを含むアメリカ南海岸を非常に強力なハリケーン「カトリーナ」が襲った。パスカグーラにおいても、面積の約9割が浸水し、沿岸部の住宅の大半が破壊されるなど大きな被害が出たが、マスコミの関心はニューオーリンズに集中したため、パスカグーラ市民の多くは「自分たちの被害は無視されているのではないか」という思いを抱いたという。
また、アメリカ海軍はインガルス造船所で当時建造中だったアーレイバーク級ミサイル駆逐艦2隻とマキン・アイランドがハリケーンにより損傷したと発表した。

## 地理
パスカグーラはパスカグーラ川 (Pascagoula River) の入り口、Mississippi Sound沿いの、北緯30度21分49秒 西経88度32分31秒 / 北緯30.36361度 西経88.54194度 (30.363656, -88.542041) に位置している。
アメリカ合衆国統計局によると、パスカグーラ市は総面積47.2 km² (18.2 mi²) である。このうち39.3 km² (15.2 mi²) が陸地で16.74%の7.9 km² (3.0 mi²) が水域となっている。

## 人口動勢
2000年現在の国勢調査で、パスカグーラは人口26,200人、9,878世帯、及び6,726家族が暮らしている。人口密度は666.4/km2 (1,726.4/mi2) である。278.0/km2 (720.3/mi2) の平均的な密度に10,931軒の住宅が建っている。この都市の人種的な構成は白人67.15%、アフリカン・アメリカン28.97%、先住民0.18%、アジア0.97%、太平洋諸島系0.02%、その他の人種1.67%、及び混血1.04%である。ヒスパニックまたはラテン系は人口の3.89%である。
この都市内の住民は26.9%が18歳未満の未成年、18歳以上24歳以下が12.0%、25歳以上44歳以下が28.9%、45歳以上64歳以下が20.4%、及び65歳以上が11.9%にわたっている。中央値年齢は33歳である。女性100人ごとに対して男性は101.8人である。18歳以上の女性100人ごとに対して男性は100.9人である。
この都市の世帯ごとの平均的な収入は32,042米ドルであり、家族ごとの平均的な収入は39,044米ドルである。男性は30,313米ドルに対して女性は22,594米ドルの平均的な収入がある。この都市の一人当たりの収入 (per capita income) は16,891米ドルである。18歳未満の31.4%及び65歳以上の13.0%を含む、家族の約18.1%及び人口の20.7%は貧困線以下である。

## UFO事件
1973年10月11日、地元の釣り愛好家チャールズ・ヒクソンとカルビン・パーカーの2人が、「自分たちはパスカグーラ埠頭でUFOに連れ去られた」と主張。各種マスメディアが大々的に報道したため、パスカグーラは一躍有名になった。この事件を機に、アメリカ国民は1947年のロズウェル事件以来ともいえるUFOへの強い関心をもつようになった。
1983年、ヒクソンは『パスカグーラにおけるUFOとの遭遇』と題した手記を発表した。

## 出身者
- ジミー・バフェット
- スタン・フレイジャー